# Piptostigma mortehani
Piptostigma mortehani är en kirimojaväxtart som beskrevs av De Wild. Piptostigma mortehani ingår i släktet Piptostigma och familjen kirimojaväxter. Inga underarter finns listade i Catalogue of Life.